# Anisodes lapidata
Anisodes lapidata là một loài bướm đêm trong họ Geometridae.